# Лёд XII

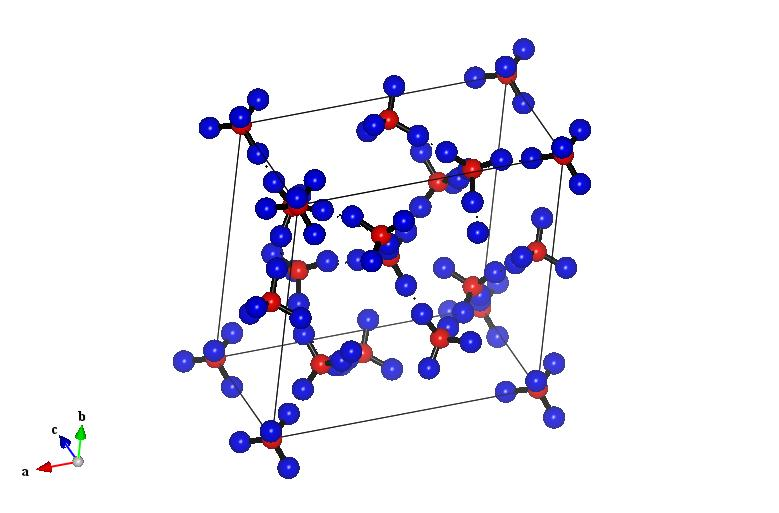
Кристаллическая структура льда XII

Лёд XII — тетрагональная метастабильная плотная кристаллическая разновидность водного льда.
Впервые был получен путём охлаждения воды до −13 °C (260 K) при давлении 0,55 ГПа; было обнаружено, что он существует в области фазовой стабильности льда V. Позже было показано, что лёд XII можно создать и вне этого диапазона. Чистый лёд XII можно получить изо льда Ih при температуре −196 °C (77 K) путём быстрого сжатия (0,81-1,00 ГПа/мин) или посредством нагрева аморфного льда высокой плотности до −90 °C (183 К) в диапазоне давлений между 0,8 и 1,6 ГПа. Разновидность льда XII с упорядоченным расположением протонов называют льдом XIV.
Хотя по плотности (1,29 г/см3 при температуре −146 °C (127 K)) он близок ко льду IV (такая плотность наблюдается и в области льда V), он существует в виде тетрагональных кристаллов. Топологически он представляет собой смесь семи- и восьмичленных колец, 4-связную сеть (4-координатную сферическую упаковку) — с наиболее плотной конфигурацией из возможных, которая достигается без взаимопроникновения водородных связей.
Обычный водный лёд относится по номенклатуре Бриджмена ко льду Ih. В лабораторных условиях (при разных температурах и давлениях) были созданы разные модификации льда: ото льда II до льда XIX.